# Scoiattolo volante

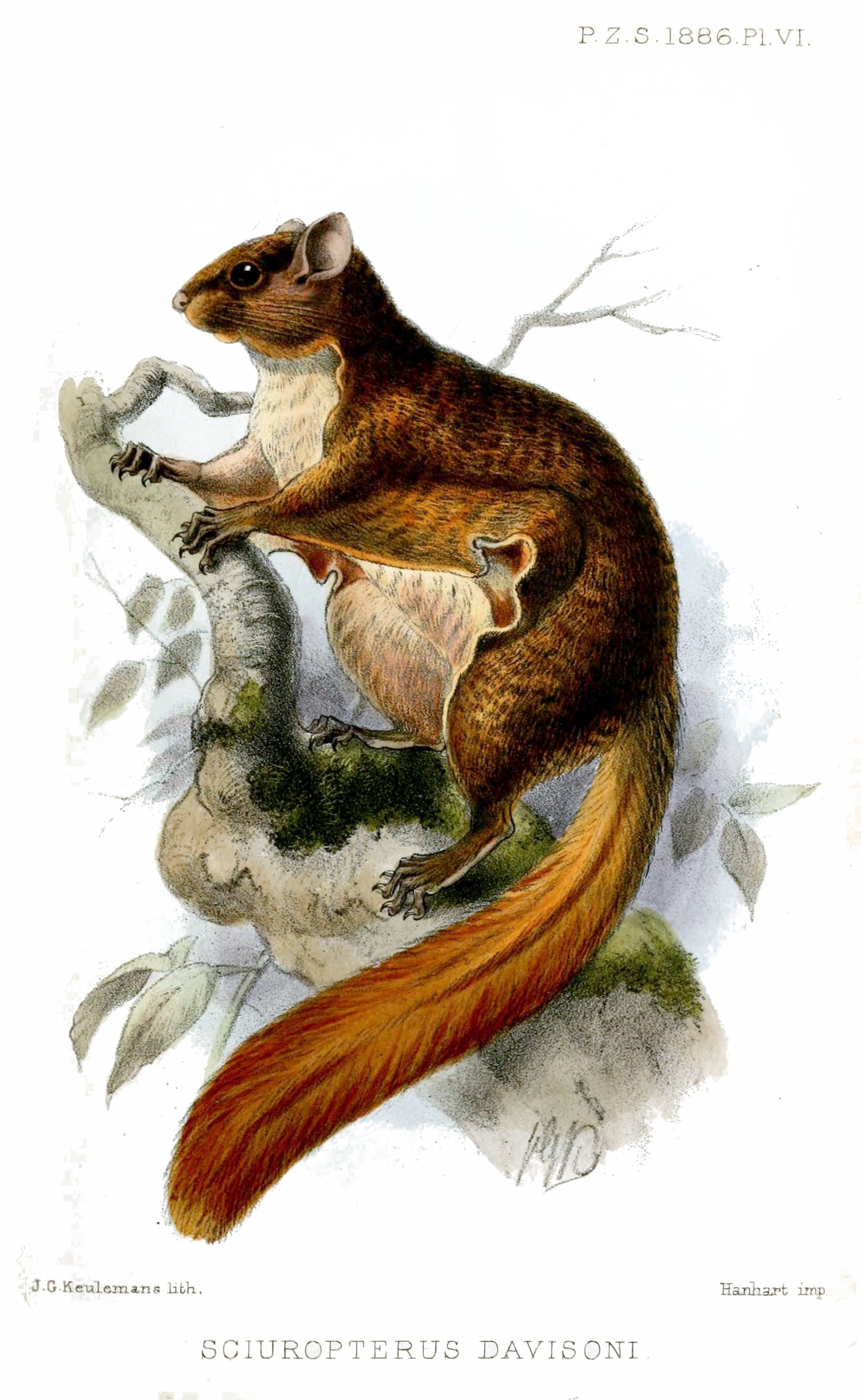
Disegno raffigurante un esemplare di scoiattolo volante di Giava, originario del Sud-est asiatico

Col nome di scoiattoli volanti si indica comunemente un gruppo di mammiferi appartenente a diversi raggruppamenti tassonomici, non solo quello a cui appartengono anche i più comuni scoiattoli, quelli diffusi in Europa (famiglia Sciuridae).
Si tratta di animali dotati di un patagio che, disteso, consente il volo librato o planato. In Europa è diffusa, nelle zone più nordiche del continente, dall'area baltica ed estendendosi a oriente, la sola specie scoiattolo volante siberiano. Gli scoiattoli volanti non vanno confusi con i petauri, che sono marsupiali, cioè lontani parenti dei koala e prossimi ai possum.
Tassonomicamente gli scoiattoli volanti propriamente detti sono:
- roditori e costituiscono la tribù Pteromyini (sottofamiglia Sciurinae).

Impropriamente, vengono quindi talvolta chiamati "scoiattoli volanti" anche altri mammiferi di piccola taglia dotati di membrane simili; tra essi:
- I membri della famiglia Anomaluridae, ordine roditori
- I membri della famiglia Cynocephalidae unica vivente dell'ordine Dermoptera
- I possum della famiglia Petauridae come il Petaurus breviceps, petauro dello zucchero, mammiferi marsupiali.